# Brenner (Beruf)
Brenner/in ist ein staatlich anerkannter Ausbildungsberuf. Der Brenner verarbeitet Agrarrohstoffe wie Kartoffeln und Getreide zu Agraralkohol. Die Ausbildung dauert drei Jahre und ermöglicht nach Abschluss eine Fortbildung zum Brennmeister, Wirtschafter für Landbau, Techniker für Landbau zum Agrarbetriebswirt sowie zum Fachagrarwirt.
Gegenstand der Ausbildung sind unter anderem Kenntnisse der produktbezogenen Rechtsvorschriften, Aufbereiten und Aufschließen der Rohstoffe sowie Maischen und Hefeführen nach verschiedenen Verfahren. Die Abschlussprüfung umfasst die Prüfungsfächer Technologie, Technische Mathematik sowie Wirtschafts- und Sozialkunde.

## Lehrberuf in Österreich
In Österreich gibt es den äquivalenten Lehrberuf des Destillateurs. Die Ausbildungsdauer beträgt drei Jahre und wird in Form einer dualen Ausbildung praktiziert.